# 天明新川

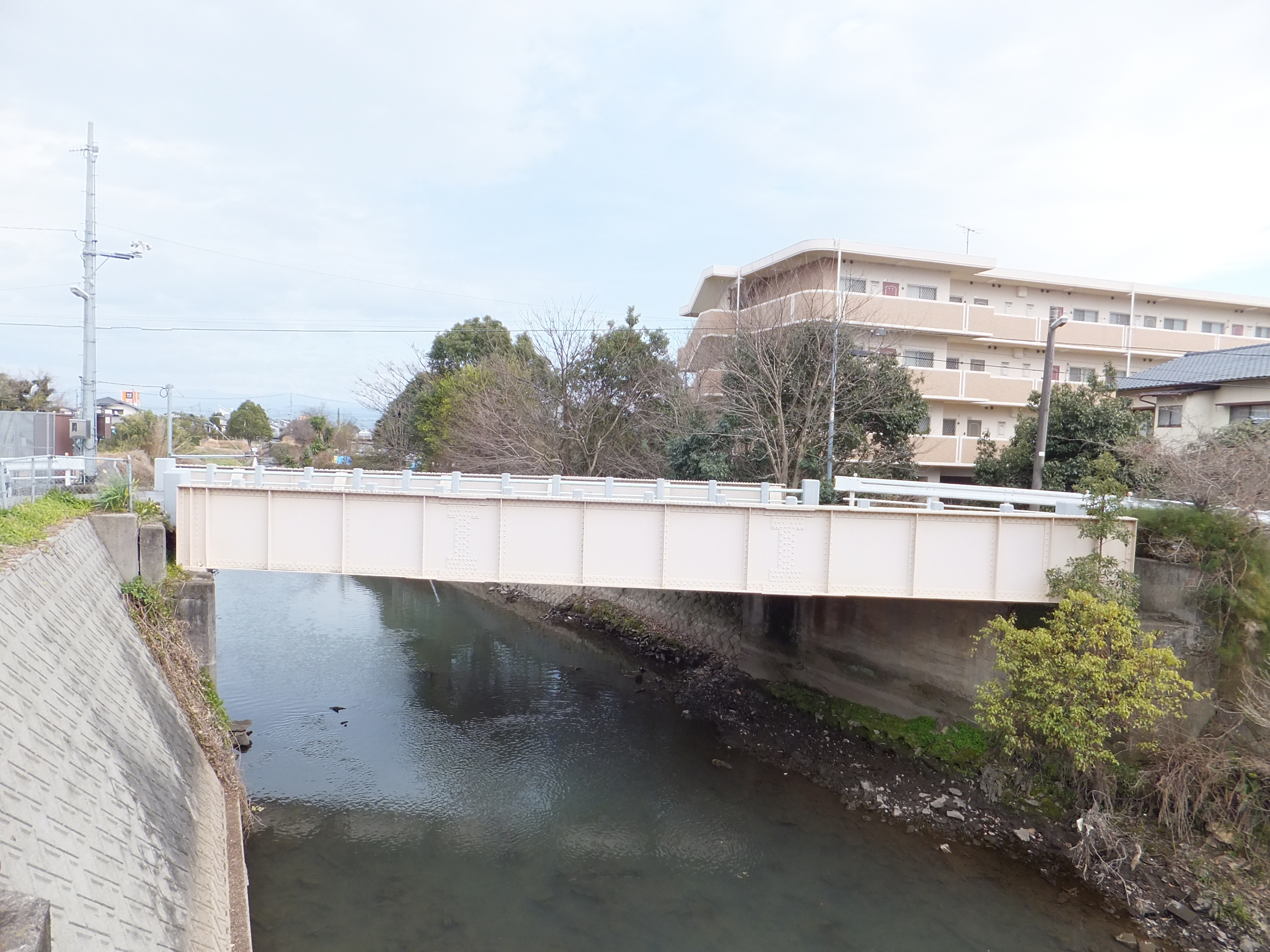
川尻駅付近の天明新川

天明新川（てんめいしんかわ）は、熊本県熊本市を流れる国土交通省管轄の一級河川である。

## 地理
熊本市中央区の平成駅付近で二ノ井手などの白川系の水路が合流して、熊本流通団地中央部や野越団地東端を経て南区南高江7丁目付近で旧天明新川から分岐した農業用水路と合流し、川尻・天明の両地区流れ、緑川に合流し有明海に流れる。
旧天明新川
熊本市中央区出水付近を源流としてゆめタウンはません（南区田井島）や熊本バス中の瀬車庫（東区）がある浜線地帯、南区の御幸・元三（もとみ）の田園地帯を経て南高江7丁目付近で平野川と分岐し（新）天明新川合流する。

## 流域の自治体
熊本県
- （新）天明新川

熊本市中央区 - 南区
- 旧天明新川

熊本市中央区 - 南区 - 東区 - 南区

## 並行する交通

### 道路
- 国道
  - 国道3号（川尻バイパス）
  - 国道57号（東バイパス）
  - 国道266号（浜線バイパス）
  - 国道501号

- 県道
  - 熊本県道236号神水川尻線
  - 熊本県道104号熊本浜線（通称「旧浜線」）
  - 熊本県道182号田迎木原線
  - 熊本県道297号川尻宇土線
  - 熊本県道50号熊本嘉島線

### 公共交通
- JR九州
  - 川尻駅
  - 平成駅

## 周辺施設

### 主な公共施設
- 熊本流通団地
  - 熊本市流通情報会館
- 済生会熊本病院
- ルネサス セミコンダクタ マニュファクチュアリング川尻工場
  - ルネサススポーツプラザ
- ゆめタウンはません
- 熊本バス(本社)
- 浜線健康パーク
- 桜十字病院

### 教育機関

#### 高校
- 熊本県立熊本農業高等学校
- 熊本フェイス学院高等学校（2011年3月、閉校）

#### 中学校
- 熊本市立城南中学校
- 熊本市立天明中学校

#### 小学校
- 熊本市立田迎南小学校
- 熊本市立田迎西小学校
- 熊本市立御幸小学校
- 熊本市立城南小学校
- 熊本市立川尻小学校
- 熊本市立銭塘小学校
- 熊本市立奥古閑小学校
- 熊本市立中緑小学校
- 熊本市立川口小学校

#### 幼稚園
- 熊本市立川尻幼稚園

## 橋梁
- 田井島橋 - 国道57号・東バイパス
- 一本榎橋 - 国道57号・東バイパス
- 天明新川橋 - 国道3号・川尻バイパス

## 近隣の河川
- 緑川
- 加勢川